# Ẩm thực Kyrgyzstan

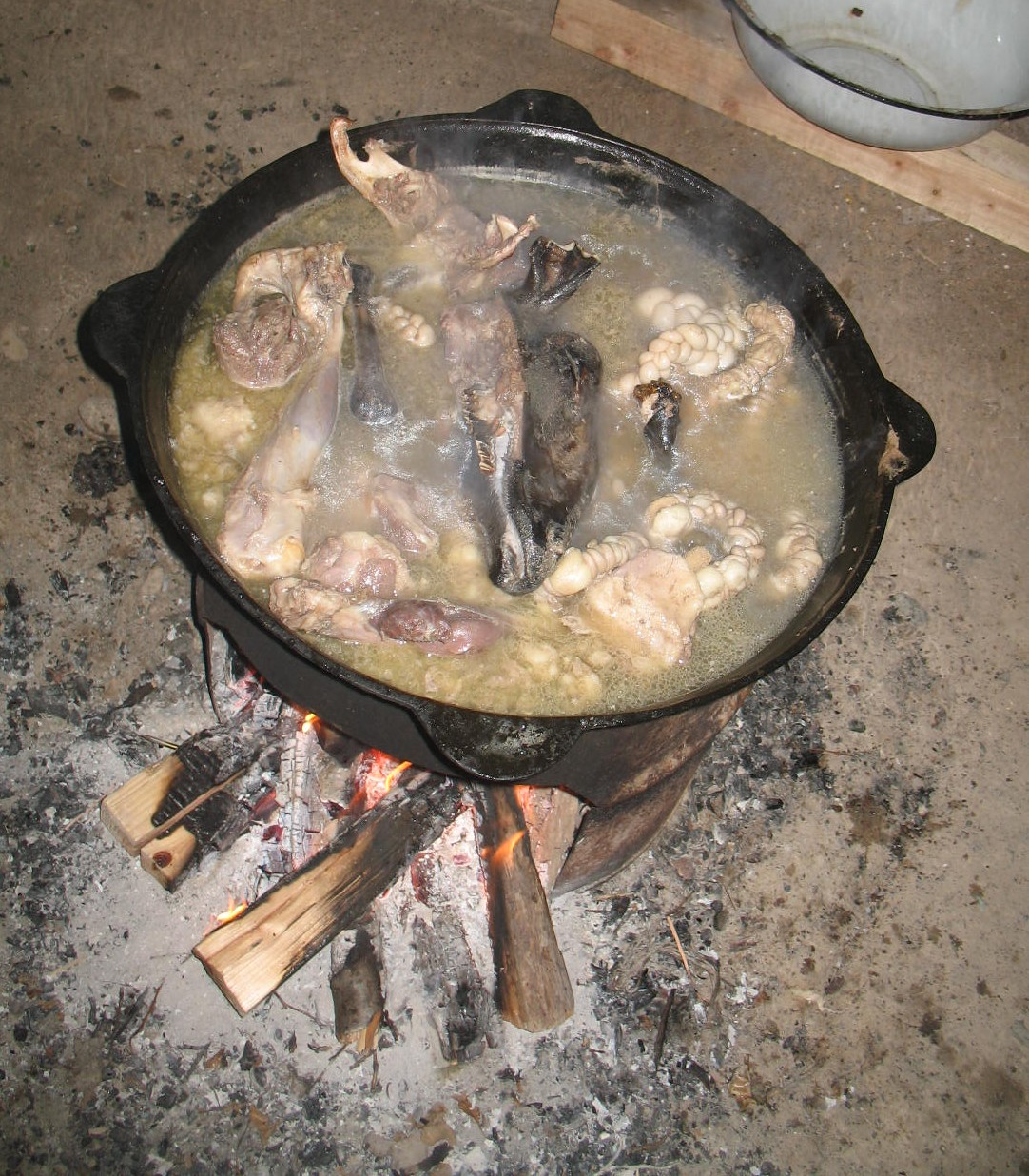
Món cừu hầm theo kiểu Beshbarmak ở Kazan trong vùng Aq-örgöö, Chüy, Kyrgyzstan

Ẩm thực Kyrgyzstan là nền ẩm thực của người Kyrgyzstan vốn là sắc dân chiếm phần lớn dân số của đất nước Kyrgyzstan. Các món ăn ở nhiều khía cạnh tương tự như ẩm thực của các nước láng giềng như ẩm thực Kazakh (vốn có truyền thống dùng nguyên liệu thịt cừu và thịt ngựa, cũng như các chế phẩm sữa khác), rồi ẩm thực Mông Cổ. Các loại thực phẩm truyền thống của Kyrgyzstan xoay quanh nguyên liệu thịt cừu, thịt bò và thịt ngựa cũng như các sản phẩm từ sữa khác. Các kỹ thuật chuẩn bị món ăn và các thành phần chính phần nhiều chịu ảnh hưởng rất lớn từ lối sống du mục trong lịch sử của quốc gia dân tộc này nên nhiều kỹ thuật nấu nướng có lợi cho việc bảo quản thực phẩm trong thời gian dài.
Thịt cừu và thịt bò là những loại thịt được yêu thích, mặc dù trong thời hiện đại, nhiều người Kyrgyzstan không thể mua chúng thường xuyên. Kyrgyzstan là quê hương của nhiều món ẩm thực xuyên quốc gia khác nhau và các nền ẩm thực khác nhau. Ở các thành phố lớn hơn, chẳng hạn như Bishkek, Osh, Jalal-Abad và Karakol có thể tìm thấy nhiều món ăn quốc gia và quốc tế khác nhau. Các món ăn không phải của Kyrgyzstan đặc biệt phổ biến và được yêu thích ở Kyrgyzstan bao gồm các món ăn của người Duy Ngô Nhĩ (Uyghur), người Dunga, người Uzbek và người Nga, đại diện cho các dân tộc thiểu số lớn nhất trong cả nước, thể hiện sự đa dạng trong nền ẩm thực. 

## Các món

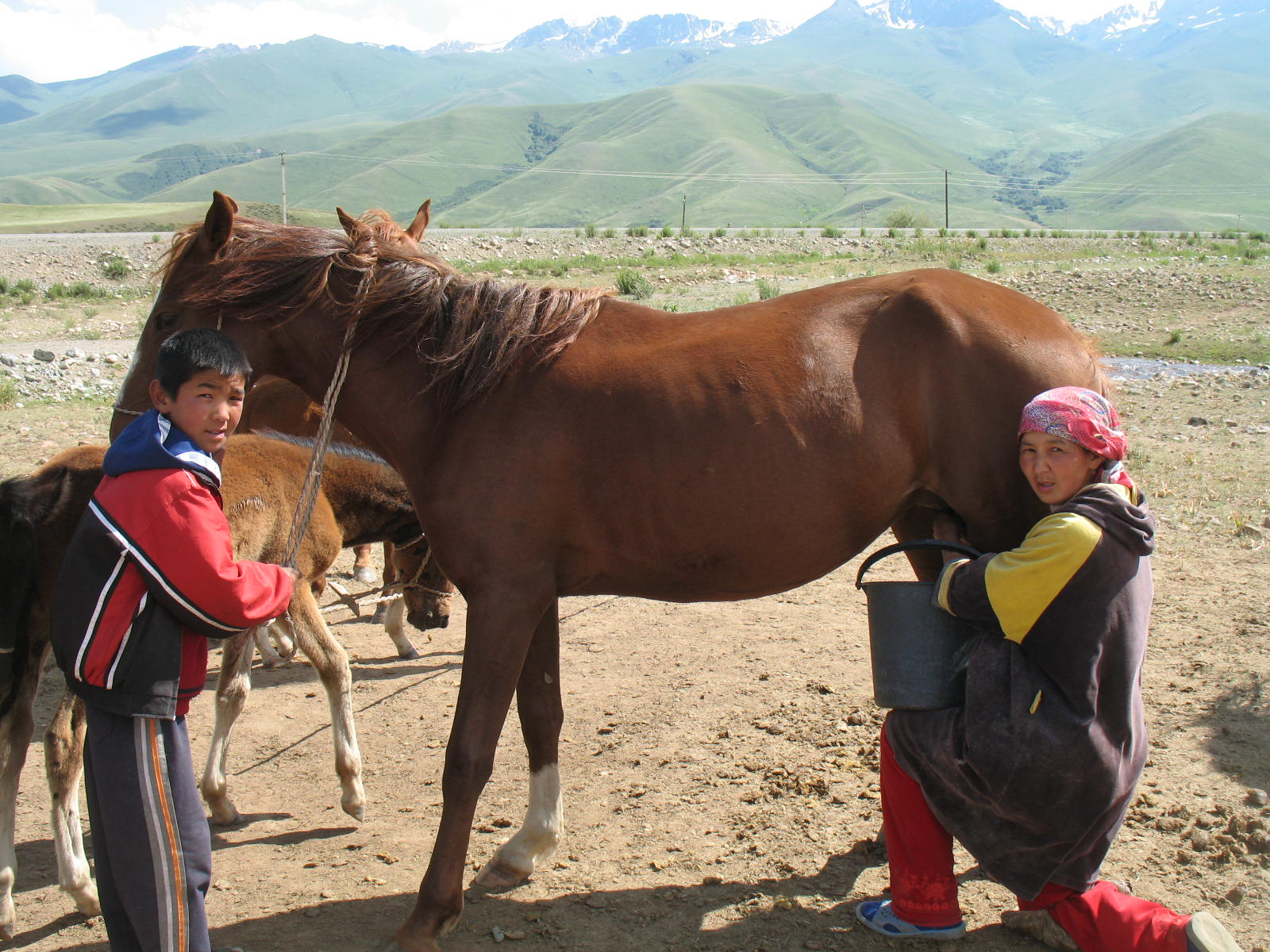
Vắt sữa ngựa vào mùa hè ở vùng thung lũng Suusamyr của Kyrgyzstan. Người ta sẽ vắt sữa tươi rồi bán ở ven đường cho khách thập phương. Dân địa phương vắt sữa ngựa mẹ trước mặt con của nó để con ngựa mẹ tự nhiên và tiết sữa tốt hơn

Beshbarmak là món ăn quốc gia (Quốc yến) của Kyrgyzstan, mặc dù nó cũng phổ biến ở Kazakhstan và ở Tân Cương (tại nơi đây người ta gọi nó được gọi là narin). Món này bao gồm thịt ngựa (hoặc thịt cừu/thịt bò) luộc riêng trong nước dùng (nước xuýt) sau vài giờ và được dọn lên ăn với mì tự làm có rắc thêm mùi tây. Nếu như thịt cừu được sử dụng thay cho thịt ngựa thì cái đầu cừu luộc sẽ được đặt trên bàn trước mặt vị khách danh dự nhất, người này sẽ dùng dao thẻo cắt các miếng và các phần từ cái đầu cừu luộc và phân phát xung quanh cho những vị khách khác trong bàn ăn. Paloo (tiếng Kyrgyzstan: палоо hoặc күрүч/аш) là phiên bản kiểu Kyrgyzstan của món thường được gọi là plov (Pilaf) trong ẩm thực Trung Á gồm các miếng thịt (nói chung là thịt cừu hoặc thịt bò, nhưng đôi khi là thịt gà) được chiên trong một cái vạc bằng gang lớn (qazan) và trộn với cà rốt thái nhỏ chiên lên, trộn jiucai (hẹ tỏi) và cơm đã nấu chín, món ăn này được trang trí với cả tép tỏi phi và ớt đỏ cay.
Một loại đồ uống phổ biến của Kyrgyzstan là Kymyz (кымыз), một loại đồ uống có cồn nhẹ được làm bằng cách lên men sữa ngựa, thứ đồ uống này được coi là thức uống đặc trưng của văn hóa du mục châu Âu. Đồ uống Kymyz tươi (sữa tươi) chỉ có vào mùa hè, từ khoảng tháng 5 đến tháng 8, khi loại đồ uống thường được bày bán ở ven đường ở các vùng núi. Có nhiều loại đồ uống có thể được coi là đồ uống truyền thống của Kyrgyzstan, trong đó, một loại đồ uống không cồn rất phổ biến ở Kyrgyzstan, đặc biệt là vào mùa hè chính là Maksym một loại đồ uống hơi có ga được làm bằng cách lên men ngũ cốc. Maksym theo truyền thống được phụ nữ làm với số lượng nhỏ để dùng trong nhà tuy nhiên, thức uống này đã được giới thiệu như một sản phẩm thương mại ở Bishkek, sau đó nó được phổ biến rộng rãi trên toàn Kyrgyzstan. Ngoài ra còn có Bozo là thức uống có cồn nhẹ được pha chế từ lúa mì